# Shiogama
Shiogama (塩竈市; -shi) é uma cidade japonesa localizada na província de Miyagi, Japan.
Em 2003 a cidade tinha uma população estimada em 60 301 habitantes e uma densidade populacional de 3 378,21 h/km². Tem uma área total de 17,85 km².
Recebeu o estatuto de cidade a 23 de Novembro de 1941.